# Triplego
 (juillet 2025).
La mise en forme du texte ne suit pas les recommandations de Wikipédia : il faut le « wikifier ».
Les points d'amélioration suivants sont les cas les plus fréquents. Le détail des points à revoir est peut-être précisé sur la page de discussion.
- Les titres sont pré-formatés par le logiciel. Ils ne sont ni en capitales, ni en gras.
- Le texte ne doit pas être écrit en capitales (les noms de famille non plus), ni en gras, ni en italique, ni en « petit »…
- Le gras n'est utilisé que pour surligner le titre de l'article dans l'introduction, une seule fois.
- L'italique est rarement utilisé : mots en langue étrangère, titres d'œuvres, noms de bateaux, etc.
- Les citations ne sont pas en italique mais en corps de texte normal. Elles sont entourées par des guillemets français : « et ».
- Les listes à puces sont à éviter, des paragraphes rédigés étant largement préférés. Les tableaux sont à réserver à la présentation de données structurées (résultats, etc.).
- Les appels de note de bas de page (petits chiffres en exposant, introduits par l'outil «  Source ») sont à placer entre la fin de phrase et le point final[comme ça].
- Les liens internes (vers d'autres articles de Wikipédia) sont à choisir avec parcimonie. Créez des liens vers des articles approfondissant le sujet. Les termes génériques sans rapport avec le sujet sont à éviter, ainsi que les répétitions de liens vers un même terme.
- Les liens externes sont à placer uniquement dans une section « Liens externes », à la fin de l'article. Ces liens sont à choisir avec parcimonie suivant les règles définies. Si un lien sert de source à l'article, son insertion dans le texte est à faire par les notes de bas de page.
- La présentation des références doit suivre les conventions bibliographiques. Il est recommandé d'utiliser les modèles {{Ouvrage}}, {{Chapitre}}, {{Article}}, {{Lien web}} et/ou {{Bibliographie}}. Le mode d'édition visuel peut mettre en forme automatiquement les références.
- Insérer une infobox (cadre d'informations à droite) n'est pas obligatoire pour parachever la mise en page.

Pour une aide détaillée, merci de consulter Aide:Wikification.
Si vous pensez que ces points ont été résolus, vous pouvez retirer ce bandeau et améliorer la mise en forme d'un autre article.
 (juillet 2025).
Motif : Pas de sources secondaires
- Archive Wikiwix
- Bing
- Cairn
- DuckDuckGo
- E. Universalis
- Gallica
- Google
- G. Books
- G. News
- G. Scholar
- Persée
- Qwant
- (zh) Baidu
- (ru) Yandex

| 1. | Préciser le motif de la pose du bandeau. | Précisez le motif de la pose du bandeau en utilisant la syntaxe suivante : {{admissibilité à vérifier\|date=août 2025\|motif=remplacez ce texte par le motif}}                |
| 2. | Informer les utilisateurs concernés.     | Pensez à avertir le créateur de l'article, par exemple, en insérant le code ci-dessous sur sa page de discussion : {{subst:avertissement admissibilité à vérifier\|Triplego}} |

Triplego est un duo de hip‑hop expérimental originaire de Montreuil, en Seine-Saint-Denis, formé par Sanguee (rappeur) et Momo Spazz (beatmaker).
Actif depuis le début des années 2010, il est considéré comme l'un des pionniers du « cloud rap » en France, avant l'avènement de groupes comme PNL.

## Historique
Sanguee et Momo se rencontrent au collège à Montreuil et débutent leur collaboration musicale à l'adolescence. Le duo crée une esthétique alliant rap, sonorités électroniques et influences nord-africaines, via l'usage d'autotune et de BPM lents.
Le groupe enchaîne les EPs comme Putana (2014), Eau Calme (2015) et 2020 (2017), qui leur permettent de se faire remarquer par la critique spécialisée,. Leur esthétique visuelle et sonore, très marquée, les distingue dans le paysage du rap français.
Après une sortie prévue pour 2018 mais retardée par des problèmes contractuels avec leur ancien label, Triplego sort son premier album Machakil en 2019, dont le titre signifie « problèmes » en darija. Bien reçu par la critique, le duo y explore des thèmes introspectifs sur des productions électroniques et expérimentales,,,.
En 2020, le duo sort l'EP Twareg, intégrant davantage d'influences Gnaoua, chaâbi marocain et reggaeton,. En 2021 sort Twareg 2.1, suivi de l'album Gibraltar (2023), puis de 33 en 2025.

## Style et influences
Triplego développe un univers musical sombre, mélancolique et aérien, souvent assimilé au cloud rap. Les productions de Momo Spazz mêlent deep house, trap, raï et musiques traditionnelles marocaines. Sanguee alterne entre français et darija (arabe marocain dialectal), avec une voix souvent modifiée par autotune.

## Membres
- Sanguee – rappeur, chanteur et beatmaker
- Momo Spazz – beatmaker et producteur

## Discographie
Albums et EPs
- 2013 : Overdose (mixtape)[2]
- 2014 : Putana (EP)
- 2015 : Eau Calme (EP)
- 2016 : Eau Max (EP)
- 2017 : 2020 (EP)[1]
- 2019 : Machakil (album)[1]
- 2020 : Twareg (EP)[3]
- 2021 : Twareg 2.1 (album)
- 2023 : Gibraltar (album)
- 2025 : 33 (album)

Singles notables
- Medellín (2018)
- Sans parler (2021)
- Bombarder (2022, feat. RAF Camora)
- LA FAILLE (2023)

## Réception
Triplego est souvent cité comme une influence majeure dans le rap alternatif français. Plusieurs médias comme Canal+ ou Pan African Music les qualifient de précurseurs du rap expérimental français.